# Ellatrivia oryzoidea
Ellatrivia oryzoidea is een slakkensoort uit de familie van de Triviidae. De wetenschappelijke naam van de soort is voor het eerst geldig gepubliceerd in 1935 door Tom Iredale.